# 257 a.C.
Il 257 a.C. (CCLVII a.C. in numeri romani) è un anno  del III secolo a.C.

## Eventi
- Battaglia di Tindari
- Il sovrano indiano Ashoka invia degli ambasciatori nel sud dell'India, nel Ceylon e in Occidente.

## Morti
- Bai Qi, generale cinese